# 주디 레예스
주디 레예스(Judy Reyes, 1967년 11월 5일 ~ )는 미국의 배우, 모델, 제작자이다.

## 출연 작품

### 영화
- 록스타처럼! (2020) - 도나 역
- 스마일 (2022)
- 탄생/재탄생 (2023)

### 텔레비전
- 로앤오더: 범죄 전담반 (1992)
- 애즈 더 월드 턴즈 (1994)
- 뉴욕경찰 24시 (1996)
- 오즈 (1999-2002)
- 소프라노스 (2000)
- 서드 워치 (2001)
- 스크럽스 (2001-09)
- 캐슬 (2009)
- 로앤오더: 성범죄 전담반 (2011)
- 은밀한 하녀들 (2013-16)
- 아이좀비 (2015)
- 프레시 오프 더 보트 (2015)
- 제인 더 버진 (2015-17, 2019)
- 굿 와이프 (2016)
- 블루 블러드 (2016)
- 클로스 (2017-22)
- 석세션 (2018)
- 베러 씽즈 (2019-22)
- 블랙키시 (2020)